# 세르게이 모야
세르게이 모야(독일어: Sergej Moya, 1987년 1월 14일~)는 독일의 배우, 각본가이다.

## 출연 작품

### 영화
- 더 헌팅턴스: 츄잉 껌 앤 러브 어페어스 (2016년)
- 고 웨스트 (2011년) - 프랭크 역
- 호텔 디자이어 (2011년)
- 헐리우드 드라마 (2010년)
- 샤하다 (2010년)
- 클라우드 (2006년)
- 켈러 - 틴에이지 웨이스트랜드 (2005년) - 세바스티안 역
- 아버지의 그늘 (2002년)